# Al-Gharijja
Al-Gharijja (arab. الغارية, Al-Ghāriyyah) – osada położona w Katarze, w prowincji Asz-Szamal.